# 山田勝次郎
山田 勝次郎（やまだ かつじろう、1897年10月7日 - 1982年6月7日）は、日本の経済学者。筆名は柏崎次郎。蠟山政道の弟、小山長四郎、蝋山芳郎の兄。

## 来歴
群馬県高崎市生まれ。旧制新潟県立柏崎中学校、旧制第一高等学校を経て、東京帝国大学農学部農業経済学科を卒業。
京都帝国大学助教授となり、研究員として夫人と共にイギリス・ドイツ・フランスに、夫人とともに滞在した。1930年（昭和5年）共産党シンパ事件で辞職。プロレタリア科学研究所に入り、マルクス経済学の立場から農業問題を研究した。昭和7年に事件に関して多摩刑務所に拘置され、1年後に懲役2年執行猶予3年の判決を受けた。
1944年（昭和19年）6月、先代の死去により高崎倉庫社長、のち会長。同年12月に共産主義思想保持者として検挙され、翌年5月まで警視庁に留置された。終戦後の翌年に日本共産党に入党した。
1950年の第2回参議院議員通常選挙に全国区から日本共産党公認で立候補したが落選した。群馬県倉庫協会会長、日本倉庫協会常任理事、全国食糧保管協会理事を歴任した。一方で昭和39年、文化人11名と連名で共産党改革の意見書を発表したことが共産党幹部に認められず、逆に党を除名された。その後、高崎製氷冷蔵社長、会長に就任した。
昭和52年、高崎駅西口の高崎倉庫本社跡に、東京のデパート髙島屋の誘致に成功した。
昭和57年6月、84歳で勝次郎が逝去したのちは、夫人のとくが高崎倉庫の社長のち会長となった。夫人は日ソ親善協会常任理事を務め、昭和30年開催のヘルシンキ世界平和大会に日ソ親善協会代表として参加しており、その後も日ソ協会常任理事を務めるなど、主にソビエト連邦との繋がりがあった。夫と同様、共産主義活動により拘置所に入れられたことがある。

## 著書
- 戦乱の教訓と国民の修養 文明堂、1919.
- 農業に於ける資本主義の発達 日本資本主義発達史講座.第2部 資本主義発達史 岩波書店、1932-1933.
- マルクス資本論 柏崎次郎 岩波書店、1936. 大思想文庫
- 米と繭の経済構造 岩波書店、1942.
- 地代論論争批判 同友社、1948.
- 恐慌分析講座 宮川実共編. 青木書店、1950.
- 地代論 1957. 岩波全書

## 翻訳
- 農業政策 ヴィゴドヂンスキー 東畑精一共訳. 岩波書店、1924.